# Белянский (хутор)
Беля́нский — хутор в Константиновском районе Ростовской области России.
Входит в Николаевское сельское поселение.

## География
Через хутор протекает река Белая.

## История
С 1902 года на хуторе существовала Трехсвятская церковь, первым священником которой был Дронов Василий Ананьевич.

## Население
| 2010 |
| ---- |
| 457  |

## Улицы
| - ул. Виноградная, - ул. Вишневая, - ул. Зелёная, - ул. Колхозная, - ул. Кольцевая, - ул. Крайняя, - ул. Новоселов, | - ул. Парковая, - ул. Садовая, - ул. Солнечная, - ул. Степная, - ул. Тихая, - ул. Центральная, - ул. Широкая. |